# Skymningshem: Andra Imperiet
Skymningshem: Andra Imperiet är ett manga- och wuxiainspirerat rymdoperarollspel som gavs ut av Rävsvans Förlag 2004.
Spelet är ett "ett fartfyllt rollspel i en avlägsen framtid med samurajsvärd, jätterobotar, rymdskepp, hisnande äventyr och galaktiska intriger." Det är skrivet av Krister Sundelin, Simon J. Berger och Fredrik Ostrozanszky och är illustrerat och formgivet av Krister Sundelin. Mycken möda har lagts på att fånga manga/wuxias särarter i personligheter, berättelser och koncept. Till spelet har förutom en grundbok även paketet "Vägar", (spelledarskärm) samt en kortlek - taktikkort - och supplementet "Tornet mot stjärnorna", skriven av Olle Linge, ut. 